# Jean Charles Léonard de Sismondi
Jean Charles Léonard de Sismondi (Genève, 9 mei 1773 – Chêne-Bougeries, 25 juni 1842) was een historicus en econoom die bekendstaat om zijn boeken over de Franse geschiedenis, Italiaanse geschiedenis en economische crisissen. Zijn oorspronkelijke achternaam was Simonde, maar hij heeft zijn achternaam naar Sismondi veranderd.

## Biografie
De familie Simonde waren welvarende burgers in Genève. In 1793 vluchtte de familie naar Engeland wegens de gevolgen van de Franse Revolutie. Na achttien maanden emigreerde de familie naar Italië. Daar kocht de familie een boerderij in het dorp Pescia. De ervaringen op deze boerderij vormden de inspiratiebron voor zijn eerste boek Tableau de l'agriculture toscane dat in 1801 werd gepubliceerd. In 1803 publiceerde Sismondi zijn eerste economieboek Traité de la richesse commerciale. In 1807 verscheen het eerste deel van zijn werk Histoire des républiques italiennes du Moyen Âge over de middeleeuwse Italiaanse republieken. Uiteindelijk werd dit werk gepubliceerd in zestien delen binnen elf jaar. Na voltooiing van zijn boek over de geschiedenis van Italië, begon hij in 1818 met zijn boek Histoire des Français, dat in 29 delen verscheen in 23 jaar. In 1819 trouwde hij met Jessie Allen uit Wales.

## Economische en politieke denkbeelden
Sismondi bekritiseerde de grote economische ongelijkheid en de slechte omstandigheden voor de arme loonarbeiders. Sismondi was een voorstander van een samenleving bestaande uit kleinschalige boerenbedrijven en onafhankelijke ambachtslieden zonder onderdrukking door feodale landheren en absolute regeringen. Hij was een tegenstander van grote industrieën en voorstander van goede arbeidsrechten voor loonarbeiders. Hij was tegen het algemeen kiesrecht, omdat het overgrote deel van de bevolking nog analfabeet was. De belangrijkste bijdrage van Sismondi aan de economie is zijn theorie over overproductiecrisissen.

## Selecte Bibliografie

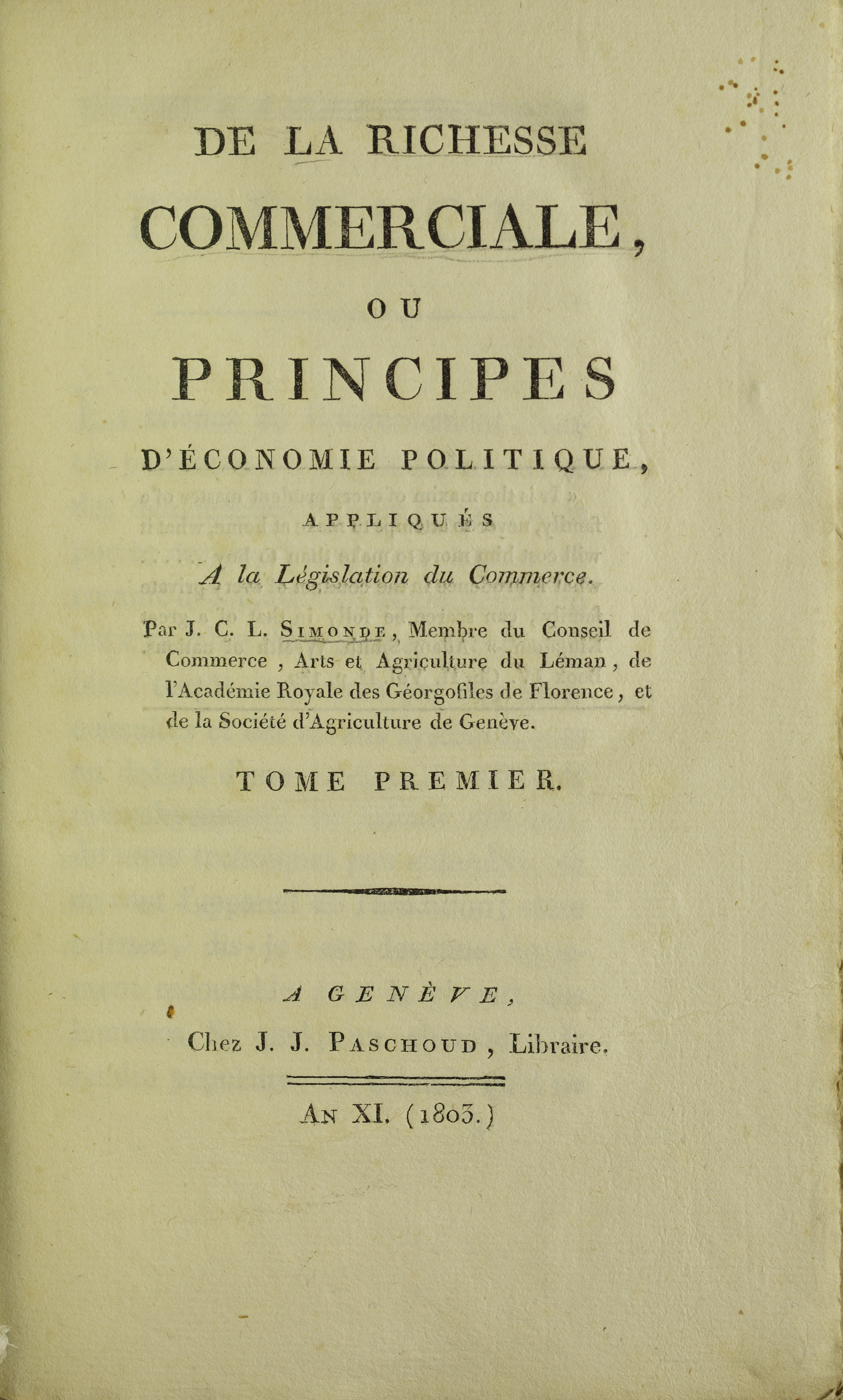
De la richesse commerciale, 1803

- Tableau de l'agriculture toscane (1801)
- De la richesse commerciale (1803)
- Histoire des républiques italiennes du Moyen Âge (1807–1818)
- Du papier monnaie dans les états autrichiens et des moyens de le supprimer (1810). Vertaald als: Over het papieren geld en de middelen om hetzelve te vernietigen. Amsterdam, L.A.C. Hesse, 1810
- Économie Politique (1815)
- Nouveaux principes d'économie politique, ou de la richesse dans ses rapports avec la population (1819)
- Wie zijn de Grieken? : Wat zal van hen worden? : Wat moet men voor hen wenschen?. Arnhem, C.A. Thieme, 1826
- Histoire des Français (1821–1844)
- Études sur l'économie politique (1837)
- Précis de l'histoire des Français (1839)

- Bibsys: 90758750
- Biblioteca Nacional de España: XX1018845
- Bibliothèque nationale de France: cb11924947c (data)
- Author citation (botany): Sism.
- Catàleg d'autoritats de noms i títols de Catalunya: 981058514875406706
- CiNii: DA01985203
- Gemeinsame Normdatei: 118797336
- Historisch woordenboek van Zwitserland: 016007
- International Standard Name Identifier: 0000 0001 2321 3330
- Library of Congress Control Number: n79100240
- Nationale Bibliotheek van Letland: 000338277
- Bibliotheek van het Japanse parlement: 00526212
- Nationale Bibliotheek van Tsjechië: jcu2010607831
- Nationale bibliotheek van Australië: 35500616
- Nationale Bibliotheek van Israël: 987007268249605171
- Nationale Bibliotheek van Polen: a0000001210406
- Nationale en Universitaire bibliotheek Zagreb: 000571627
- Nederlandse Thesaurus van Auteursnamen: 06861327X
- Réseau des bibliothèques de Suisse occidentale: 02-A000150472
- Istituto Centrale per il Catalogo Unico: CFIV003346
- LIBRIS: 358568
- SNAC: w6zw3c22
- Système universitaire de documentation: 02714061X
- Trove: 975809
- Virtual International Authority File: 95159682
- WorldCat: E39PBJgMCPRvFJRJK8qHG9jcT3